# 野田生駅
野田生駅（のだおいえき）は、北海道二海郡八雲町野田生に所在する北海道旅客鉄道（JR北海道）函館本線の駅である。駅番号はH56。電報略号はノタ。事務管理コードは▲140120。

## 歴史

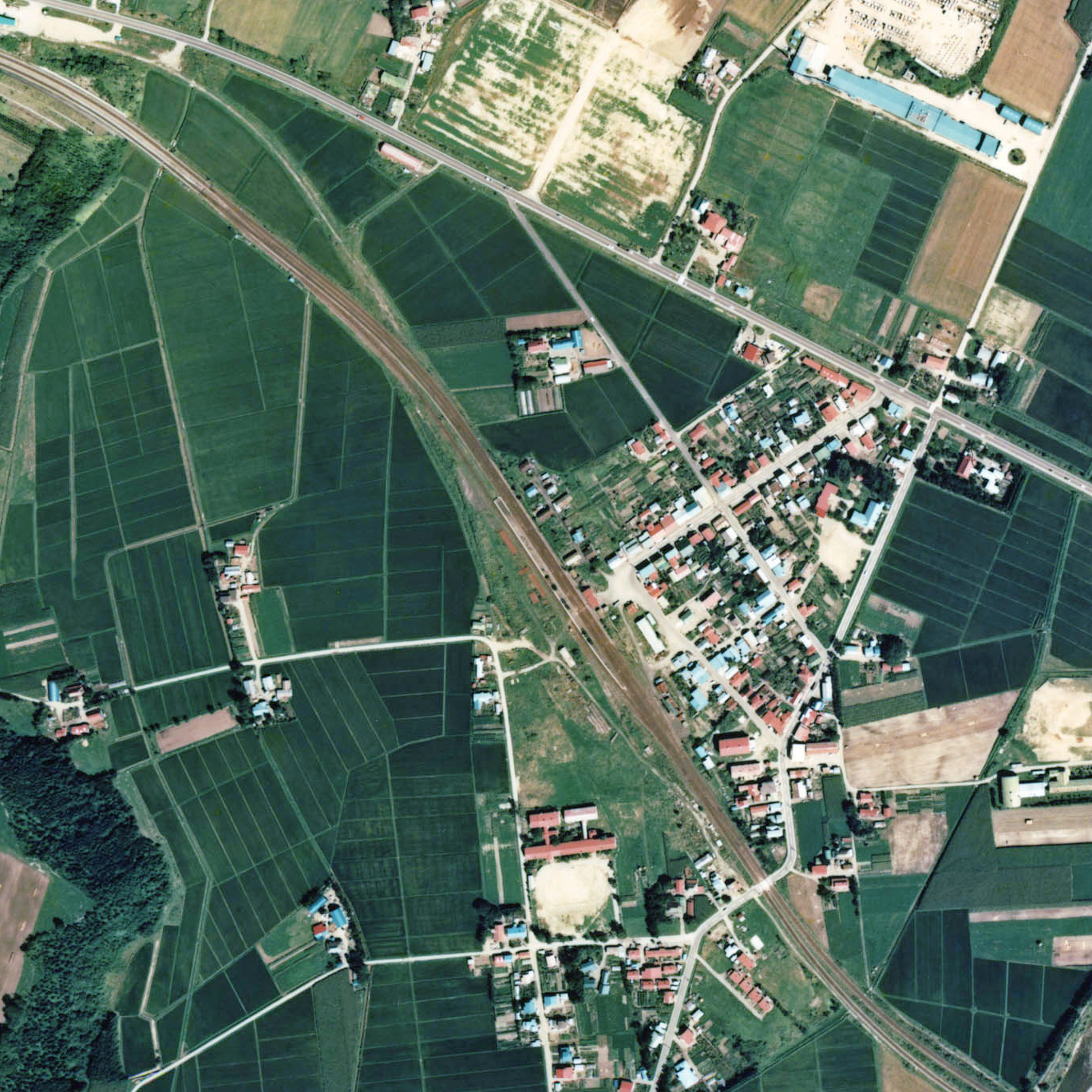
1976年の野田生駅と周囲約1km範囲。右下が函館方面。左上長万部方面に単線時代の線形のきつい旧線跡が残る。

- 1903年（明治36年）11月3日：北海道鉄道 森駅 - 熱郛駅間の開通に伴い、同線の野田追駅（のだおいえき）として開業[3]。一般駅。野田追機関庫を設置[4]。
- 1907年（明治40年）
  - 6月30日：野田追機関庫が廃止[4]。
  - 7月1日：北海道鉄道の国有化に伴い、国有鉄道に移管。
- 1909年（明治42年）10月12日：国有鉄道線路名称制定に伴い、函館本線の駅となる。
- 1910年（明治43年）：野田追機関庫を再設置[5]。
- 1914年（大正2年）：野田追機関庫を再度廃止[5]。
- 1945年（昭和20年）7月20日：函館本線石倉駅 - 当駅間が上り線のみを新線に移行した変則的な複線化（落部駅の項目も参照）[6][7]。
- 1949年（昭和24年）6月1日：日本国有鉄道法施行に伴い、日本国有鉄道（国鉄）が継承。
- 1958年（昭和33年）12月10日：函館本線落部駅 - 当駅間の旧線（暫定的下り線）を廃止し、新線（暫定上り線）に統合[8]。この区間が一旦単線区間となる[8]。
- 1959年（昭和34年）10月1日：野田生駅（のだおいえき）に改称[3]。
- 1968年（昭和43年）9月21日：函館本線落部駅 - 当駅間が再び複線化[6]。
- 1969年（昭和44年）8月29日：函館本線 当駅 - 山越駅間が複線化[6]。
- 1972年（昭和47年）3月15日：貨物扱い廃止[9]。
- 1984年（昭和59年）2月1日：荷物扱い廃止[9]。
- 1986年（昭和61年）11月1日：無人化[9]。簡易委託駅となる。
- 1987年（昭和62年）4月1日：国鉄分割民営化に伴い、北海道旅客鉄道（JR北海道）の駅となる。
- 1988年（昭和63年）12月3日：駅舎改築[9]。
- 1992年（平成4年）4月1日：簡易委託廃止、完全無人化。
- 2007年（平成19年）10月1日：駅ナンバリングを実施[10]。

### 駅名の由来
野田生（野田追）の地名由来としては、アイヌ語の「ヌㇷ゚タイ（nup-tay）」（野・林）に由来するという説が紹介されているが、定かではない。このほか、『駅名の起源』（鉄道省札幌鉄道局編、1939年版）では「ノット、アオ、イ」（岬を有する所←岬を負う所）の意であると紹介している。
この「野田追」の地名は現在の野田追川の右岸・左岸一帯を指す地名であったが、1956年（昭和31年）に実施された八雲町内の字名整理に際して、当時は落部村であった右岸側の「野田追」と区別するため、駅のある左岸の海側の字名が「野田生」となり、当初「野田追」の表記であった駅名も、字名と同一にするよう青函船舶鉄道管理局に陳情が行われ、1959年（昭和34年）10月1日に、字名の表記に合わせて改称された。
なお、右岸側の「野田追」を含む各種の雑多な字名は1970年（昭和45年）に旧落部村内の字名を整理した際に海側が東野、山側がわらび野と改称され、地名としての野田追は河川名や山岳名に残っている。

## 駅構造
相対式ホーム2面2線を有する地上駅。構内踏切で結ばれている。八雲駅管理の無人駅となっている。

### のりば
| 番線 | 路線      | 方向 | 行先         |
| ---- | --------- | ---- | ------------ |
| 1    | ■函館本線 | 上り | 森・函館方面 |
| 2    | ■函館本線 | 下り | 長万部方面   |

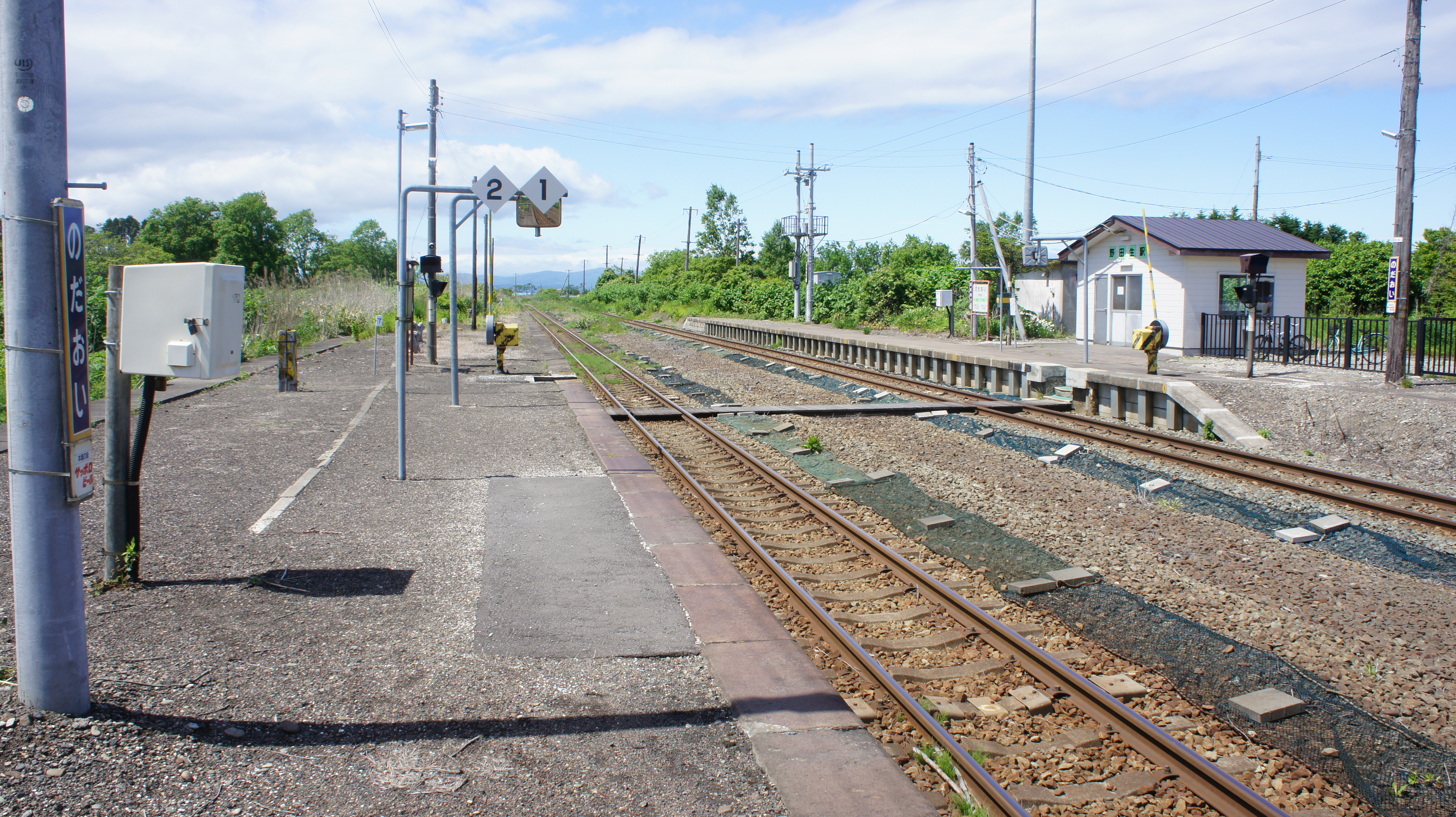
ホーム（2018年6月）
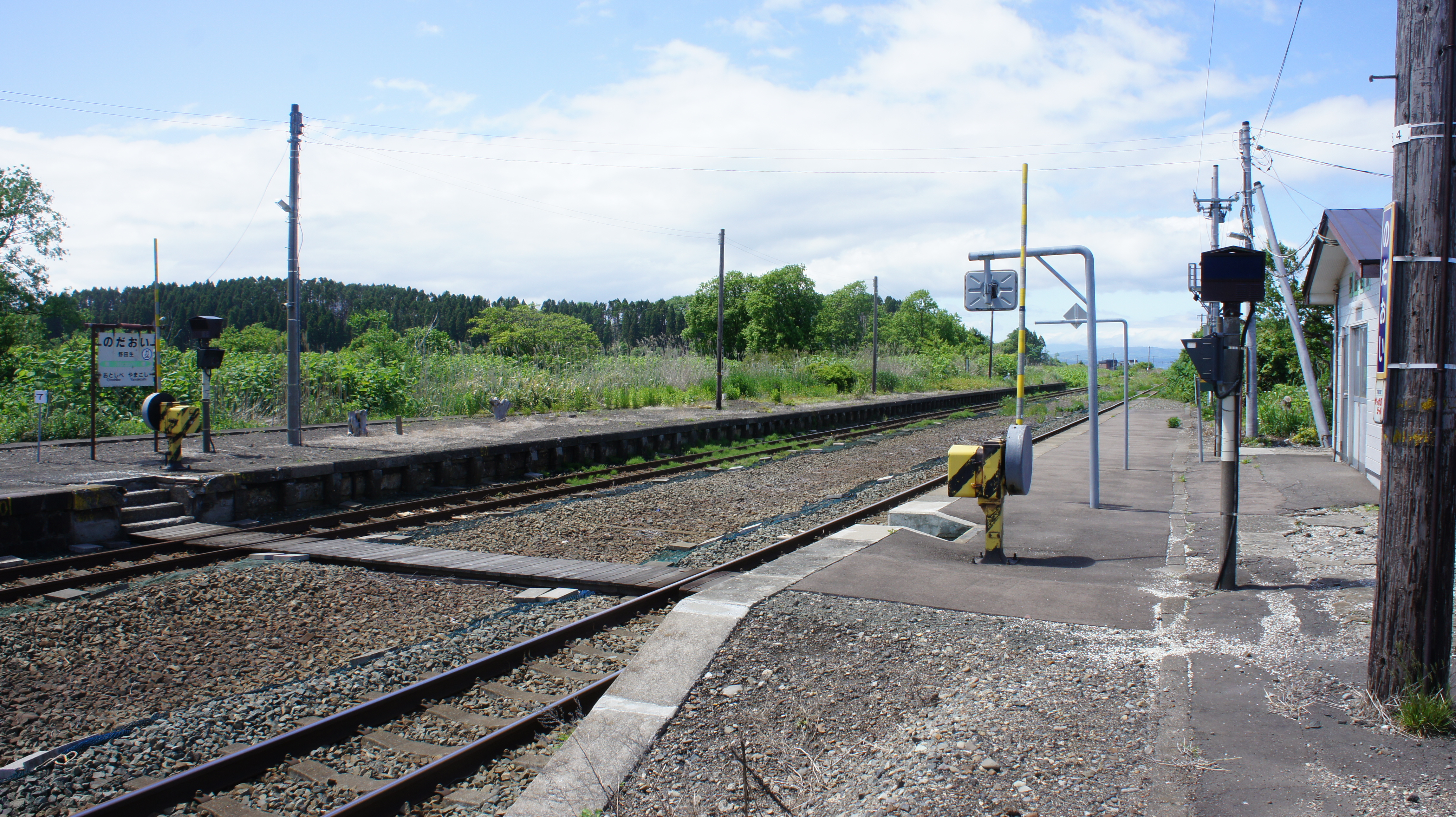
構内踏切（2018年6月）

## 利用状況
乗車人員の推移は以下の通り。年間の値のみ判明している年度は日数割で算出した参考値を括弧書きで示す。出典が「乗降人員」となっているものについては1/2とした値を括弧書きで乗車人員の欄に示し、備考欄で元の値を示す。
また、「JR調査」については、当該の年度を最終年とする過去5年間の各調査日における平均である。
| 年度               | 乗車人員（人） | 乗車人員（人） | 乗車人員（人） | 出典   | 備考 |
| 年度               | 年間           | 1日平均        | JR調査         | 出典   | 備考 |
| ------------------ | -------------- | -------------- | -------------- | ------ | ---- |
| 1978年（昭和53年） |                | 122.0          |                | [ 18 ] |      |
| 2017年（平成29年） |                |                | 24.0           | [ 19 ] |      |
| 2018年（平成30年） |                |                | 19.6           | [ 20 ] |      |

## 駅周辺
- 北海道道573号桜野野田生停車場線
- 国道5号
- 八雲警察署野田生駐在所
- 野田生郵便局
- 八雲町立野田生小学校
- 八雲町立野田生中学校
- 野田追川
- 野田追橋
- 函館バス「野田生駅前」停留所[21]

## 隣の駅
北海道旅客鉄道（JR北海道）
■函館本線
落部駅 (H57) - 野田生駅 (H56) - 山越駅 (H55)